# Robiquetia tongaensis
Robiquetia tongaensis là một loài thực vật có hoa trong họ Lan. Loài này được P.J.Cribb & Ormerod mô tả khoa học đầu tiên năm 2005.